# スペイン語訳聖書
スペイン語訳聖書（スペインごやくせいしょ、英語: Bible translations into Spanish)はキリスト教聖書のスペイン語への翻訳を扱う。スペイン語はスペインだけでなく、中南米諸国（ラテンアメリカ）などでも広く使われている。

## ユダヤ人による翻訳
レコンキスタの高まりの中で1492年以降追放される前は多くのユダヤ人がスペインに住んでおり、彼らはユダヤ教聖書（旧約聖書）をスペイン語またはラディーノ語（スペイン在住ユダヤ人が使ったスペイン語方言）へ翻訳していて、例えば絵入り中世カスティーリア語の『アルバ聖書』（Biblia de Alba、1430年）などである。また、スペインを去った彼らが『フェラーラ聖書』（Biblia de Ferrara、1553年）を作っている。

## レイナ・ヴァレラ版

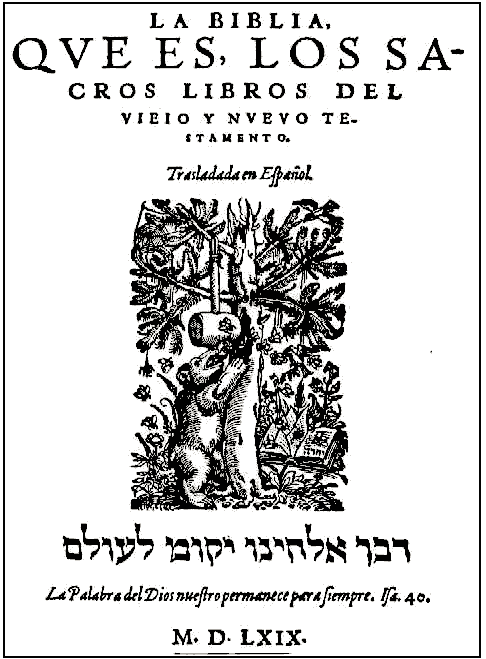
『レイナ・ヴァレラ版』聖書（1569年）

最初のスペイン語聖書『レイナ・ヴァレラ版』（Reina-Valera）はシプリアノ・デ・ヴァレラ（Cipriano de Valera）が作り、カシオドロ・デ・レイナ（Casiodoro de Reina）が改訂した。『ビブリア・デル・オソ』（Biblia del Oso）とも呼ばれた。これはプロテスタント運動と関係があり、1569年にバーゼルで出版された。英語訳聖書の歴史に照らせば『ジェームス王版聖書』に例えることもできる。

## カトリックの翻訳
カトリックのスペイン語翻訳は1280年ごろ完成して、その後いろいろあったが、1825年には『Biblia de Petisco y Torres Amat』と呼ばれる版が完成して、これはヒエロニムスのヴルガータ聖書（ラテン語）からの直訳で、英語訳聖書の歴史では『ドゥアイ・リームズ聖書』に相当するともいえる。その後、1944年、1947年、1951に改訂されて、今日に至っている。
『エルサレム聖書』のスペイン語版（Biblia de Jerusalén）が1967年に出版され、1973年に改訂されて、広く使われている。

### ラテンアメリカ聖書
ラテンアメリカ聖書（La Biblia latinamericana）は第三世界の人でもが理解しやすいような平易な言葉を使い、分かりにくい所は詳しい解説を付けて企画されたもので、聖クラレチアン宣教会のベルナルド・ユロ（Bernardo Hurault）が1960年に翻訳を始めて、1972年に出版された。後に英語訳（『クリスチャンコミュニティバイブル』）、中国語訳（『牧霊聖経』）、タガログ語訳などが出版された。。

## メシアニック・ユダヤ人による翻訳
メシアニック信仰の人々（キリスト教を信ずるユダヤ人たち）によるスペイン語翻訳が、2012年プエルトリコで出版された。

## 比較
日本語では、
神は、その独り子をお与えになったほどに、世を愛された。独り子を信じる者が一人も滅びないで、永遠の命を得るためである。（新共同訳聖書）
| Translation                                         | Juan 3:16 |
| --------------------------------------------------- | --- |
| en:La Palabra de Dios para Todos (PDT Version) 2005 | Dios amó tanto al mundo que dio a su Hijo único para que todo el que crea en él no se pierda, sino que tenga vida eterna.                         |
| en:Reina-Valera 1960                                | Porque de tal manera amó Dios al mundo, que ha dado a su Hijo unigénito, para que todo aquel que en él cree, no se pierda, mas tenga vida eterna. |
| Nueva Versión Internacional                         | Porque tanto amó Dios al mundo, que dio a su Hijo unigénito, para que todo el que cree en él no se pierda, sino que tenga vida eterna.            |
| Dios Habla Hoy                                      | Pues Dios amó tanto al mundo, que dio a su Hijo único, para que todo aquel que cree en él no muera, sino que tenga vida eterna.                   |
| La Biblia de las Américas                           | Porque de tal manera amó Dios al mundo, que dio a su Hijo unigénito, para que todo aquel que cree en Él, no se pierda, mas tenga vida eterna.     |

## 参照項目
- 聖書翻訳
- 言語別聖書の一覧
- スペイン語
- スペインの宗教